# سد بلومهف
سد بلومهف (به لاتین: Bloemhof Dam) یک سد در آفریقای جنوبی است که در border North West Province, South Africa واقع شده‌است.